# Christian de Portzamparc

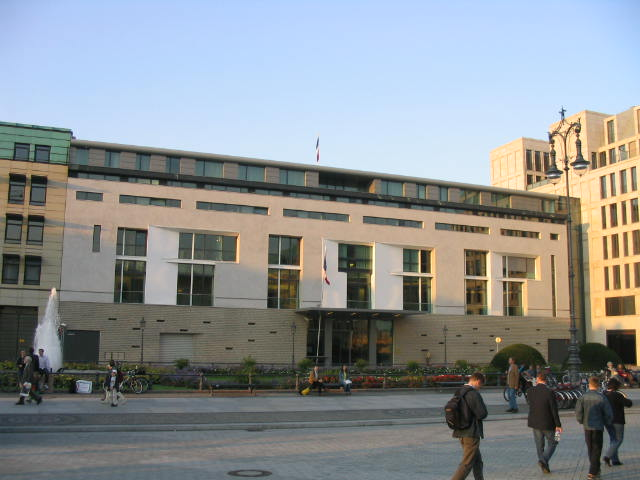
C. de Portzamparc: ambasada francuska w Berlinie

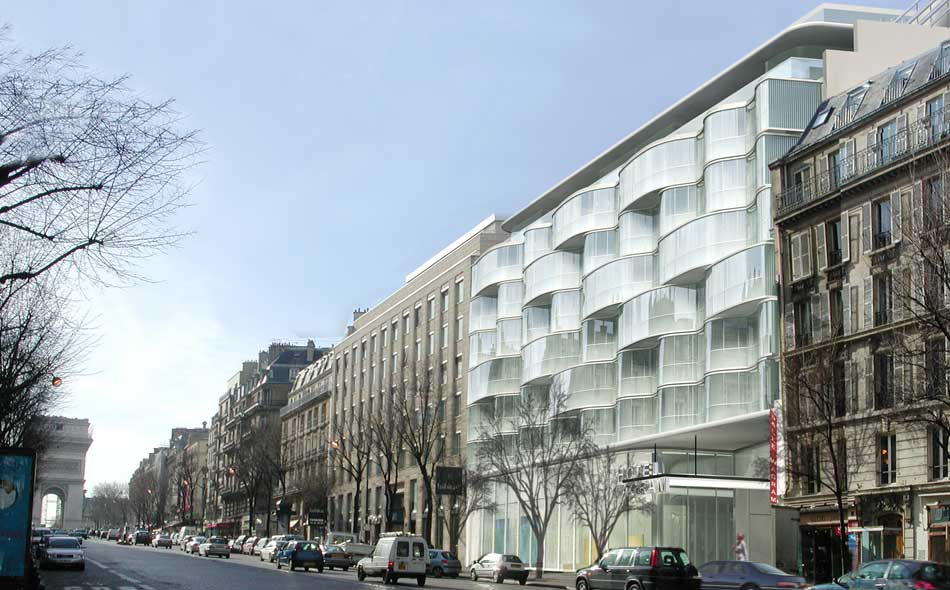
Hotel Renaissance w Paryżu

Christian Urvoy de Portzamparc (ur. 5 maja 1944 w Casablance) – francuski architekt i urbanista, laureat Nagrody Pritzkera za rok 1994.
De Portzamaparc studiował architekturę na École de Beaux-Arts w Paryżu w latach 1962–1969. W 1970 otworzył swoją pierwszą pracownię, zaś 10 lat później Hautes Formes Apartments przyniosły mu duży rozgłos. Portzamparc wziął udział w programie Grand travaux Francois Mitterranda, budując Cité de la Musique w Paryżu.
W uzasadnieniu jury Nagrody Pritzkera znalazło się stwierdzenie, że de Portzamaparc zajmuje się poszukiwaniem nowego słownictwa formalnego dla architektury.

## Dzieła
- budynek mieszkalny Hautes Formes Apartments w Paryżu, 1980
- Szkoła Tańca Opery Paryskiej w Nanterre, 1987
- rozbudowa Musée Bourdelle w Paryżu, 1992
- sala koncertowa Cité de la Musique w Paryżu XIX, 1995
- wieżowiec Crédit Lyonnais w dzielnicy Euralille w Lille, 1995
- rozbudowa Palais des Congrès w Paryżu XVII, 1999
- wieżowiec LVMH w Nowym Jorku, 1999
- gmach sądu w Grasse, 2000
- biura i studio telewizyjne w Boulogne-Billancourt, 2000
- Nowa Filharmonia w Luksemburgu, 1996–2003
- Grande bibliothèque du Québec w Montrealu, 2000
- ambasada francuska przy Pariser Platz w Berlinie, 2002